# Торпедні катери типу «Г-5»
Торпедні катери типу «Г-5» — проект радянських глісуючих торпедних катерів, створений у 1930-х роках.

## Історія проектування
29 червня 1928 року ЦАГІ під керівництвом відомого авіаконструктора А. М. Туполєва було видано завдання на будівництво глісуючого торпедного катера з двома вітчизняними двигунами і двома торпедними апаратами. 13 червня 1929 почалося будівництво дослідного зразка ГАНТ-5, обводи якого були точно такими ж, як у Ш-4. Промисловість не змогла забезпечити проект необхідною силовою установкою, в зв'язку з чим довелося закуповувати італійські двигуни «Ізотта-Фраскіні» потужністю 1000 к. с.

## Історія будівництва
Катер відправили до Севастополя на випробування тільки 15 лютого 1933 року. Під час випробувань катер без озброєння досяг швидкості 65,3 вузлів, а в повному бойовому навантаженні — 58 вузлів. Однак, на серійні катери стали встановлювати вітчизняні двигуни (2 × 850 л. с. замість 2 × 1000 к.с. на дослідному зразку). Випробування перших серійних катерів завершилися в січні 1934 року. Будівництвом займався завод імені Андре Марті (завод № 194) в Ленінграді. Всього було побудовано понад 300 одиниць всіх серій.

## Конструкція

Проєкції катера типу Г-5

Матеріал корпусу — дюралюмінієвий, як і у катерів типу Ш-4. Кільова балка коробчастої форми, 10 шпангоутів — закритого профілю. Обшивка кріпилася за допомогою заклепок.
4 поперечними водонепроникними перегородками корпус розділений на 5 відсіків: I — форпік; II — моторний; III — відсік керування; IV — паливний; V — жолобні торпедні апарати (ТА). Екіпаж за штатом - 6 осіб (практично іноді доходив до 11 осіб).
Два напівбалансирних керма. Переднє оглядове скло броньоване.

## Силова установка і ходові якості
Два авіаційних мотори АМ-34 конструкції Мікуліна виробництва заводу № 24. Для роботи в морських умовах мотори були модернізовані (зняті нагнітачі) і отримали позначення ГАМ-34. Частота обертання 2000 об/хв. Трилопатеві гребні гвинти діаметром 680 мм. Для малопомітного ходу вихлоп міг перемикатися на підводний.
Могли підтримувати максимальну швидкість (51 вузол) протягом 15 хвилин, повну (47 вузлів) — 1 годину, економічну (36 вузлів) — 7 годин.
Пальне — бензин Б-74 або суміш з 70% Б-70 і 30% спирту.
На різних серіях використовувалися різні моделі ГАМ-34, найчастіше потужністю 850 к.с. Однак на деяких серіях використовувалися ГАМ-34Ф потужністю 1000 к.с., що давало повну швидкість до 55 вузлів. Також на деяких серіях використовувалися двигуни 1000 л.с. іноземного виробництва.
Електроустановка — дві динамо-машини постійного струму потужністю до 250 Вт кожна.
Мореплавство до 3 (4?) Балів.

## Бойове застосування
1 травня 1937 на палубі іспанського вантажного судна "Santo Tome" торгового флоту Іспанської республіки з СРСР в Картахену були доставлені чотири торпедних катери типу «Г-5» (з моторами "Ізота-Фраскіні"), які увійшли до складу військово-морського флоту іспанської республіки. Катери зустрів М. Г. Кузнєцов (радянський військово-морський аташе в Іспанській республіці). В історії СРСР це був перший випадок передачі іноземній державі бойових кораблів. Уже тоді стала очевидна їх незначна боєздатність, два з них були втрачені.
На Північному флоті служив тільки один Г-5 (№ 16), який через малий радіус дії з бойової одиниці був переведений в плавзасіб.
На інших театрах військових дій ситуація склалася так, що тільки один раз за всю Німецько-радянську війну торпедні катери цього типу вийшли в атаку на велике з'єднання кораблів німецьких Крігсмаріне. Німецьке з'єднання в складі крейсерів «Лейпциг», «Емден» і есмінців «Т-7», «Т-8», «Т-11» за участю тральщиків з 17-ї флотилії обстрілювали радянські війська на півострові Сирве (острів Сааремаа). На перехоплення їм вийшли 4 торпедних катери. Наприкінці вересня відбулася єдина за всю війну атака катерників радянського флоту на з'єднання великих надводних кораблів, які напали на півострів Сирве.
При виході з Ірбенського протоки катера атакував ворожий гідролітак, який відігнали винищувачі прикриття, які потім відбили спробу ще двох літаків знищити катери. Німецькі кораблі, попереджені сигнальними ракетами гідролітака, встигли підготуватися до атаки і по катерах був відкритий ураганний вогонь. Ущев (командир загону катерів) наказав дати сигнали — «Дим», «Атака». Під прикриттям димзавіс два катери вдарили по крейсеру «Лейпциг», два - по міноносцям. У цей час був підбитий перший катер який почав тонути. Жодна з торпед не потрапила в ціль. Катерники які поверталися у Минту потопили допоміжний тральщик «М-1707» (екс-траулер «Люнебург»). Німецькі крейсера, які розстріляли велику частину боєзапасу основного калібру по катерах, були змушені піти. Більше в обстрілі радянських військ вони не брали участь.
У переважній більшості інших випадків бойового застосування торпедні катери використовувалися не за прямим призначенням: для висадки десанту, постановки мінних загороджень, доставки вантажів, обстрілу узбережжя, протиборства з катерами і мінними тральщиками противника, зв'язку, розвідки. Активно Г-5 застосовувався для порушення морських комунікацій противника.
5 катерів Г-5 в період війни потрапили також і в руки супротивника — два ТКА (№ 111, № 163) були захоплені німецькими військами на Чорному морі і Балтиці, три (№ 54, № 64, № 141) — фінами. Останні увійшли до складу ВМС Фінляндії (V-3, V-1 і V-2 відповідно), але після виходу Фінляндії з війни в 1944 році повернуті СРСР. Найбільш результативним з них, в складі ВМС Фінляндії, виявився V-2, потопив спільно з двома іншими фінськими торпедними катерами канонерського човна Балтійського флоту «Червоний Прапор».
У роки Німецько-радянської війни, на чорноморському флоті перебувало 2 бригади торпедних катерів (Новоросійська і Севастопольська бригади). Обидві брали активну участь в бойових дії. Завдяки швидкості і немагнітному корпусу використовувалися при розмінуванні полів мін акустичної дії.
З травня 1942 року частина торпедних катерів Г-5 перероблялася в мінометні катери шляхом установки на рубці 1 82 мм РПУ «М-8-М». Всього було перероблено 13 катерів, активно використовувалися на Азовському, Балтійському, Чорному морях, Онезькому озері і річці Дунай.
Останнім оператором торпедних катерів Г-5 стала Корейська Народно-Демократична Республіка, яка отримала в кінці 40-х років від СРСР 5 катерів цього типу. 2 липня 1950 р. північно-корейський загін з 4-х катерів Г-5 спробував атакувати крейсера союзників «Джюно» (США) і «Джамайка» (Велика Британія), які блокували прибережні води в районі Чумунжина, але були виявлені противником і майже всі знищені артилерійським вогнем (врятуватися вдалося лише 1 катеру) так і не випустивши торпед.
Герої Радянського Союзу, які воювали на торпедних катерах типу Г-5:
- Афанасьєв Олексій Іванович
- Африканов Олексій Федотович
- Гуманенко Володимир Полікарпович
- Жильцов Василь Маркович
- Іванов Іван Сергійович
- Казачинський Костянтин Васильович
- Кананадзе Олександр Георгійович
- Кострицький Сергій Петрович
- Котов Сергій Миколайович
- Кочієв Костянтин Георгійович
- Кудерскій Афанасій Іович
- Кусков Віктор Дмитрович
- Малик Михайло Григорович
- Матюхін Григорій Іванович
- Осипов Сергій Олександрович
- Пантелєєв Лев Миколайович
- Порушено Борис Максимович
- Пилипенко Володимир Степанович
- Подимахін Матвій Прокопович
- Рогачевський Георгій Олексійович
- Свердлов Абрам Григорович
- Старостін Василь Михайлович
- Сутирін Олександр Олександрович
- Терновський Георгій Володимирович
- Тихонов Віктор Іванович
- Ущев Борис Петрович
- Черцов Андрій Юхимович
- Шенгур Іван Петрович